# Some Nights
Some Nights (en español: Algunas noches) es el segundo álbum de estudio de la banda de rock alternativo e indie pop, Fun.. Fue lanzado el 21 de febrero de 2012 por Fueled by Ramen. Fue grabado en el 2011 y producido por Jeff Bhasker. Después de firmar con un nuevo sello, la banda comenzó a trabajar en Some Nights durante más de nueve meses.
«We Are Young» fue lanzado como el primer sencillo del álbum y reforzó el éxito de la banda con la ayuda de la televisión y la publicidad. Subió rápidamente en los EE. UU. En la lista Billboard Hot 100 estuvo durante seis semanas en el puesto número uno y en Alternative Songs durante dos semanas, con más de tres millones de descargas digitales. La canción «Some Nights» fue comisionada como su segundo sencillo, alcanzó el puesto número tres en el Billboard Hot 100, además de convertirse en su segundo número uno en Alternative Songs. El álbum recibió críticas positivas según Metacritic.

## Orígenes
La banda firmó con Fueled by Ramen a finales de 2010. El vocalista Nate Ruess, que tenía temores acerca de unirse a un sello importante anteriormente, recordó la formación «muy, muy fácil» del grupo, indicando que todos se agruparon como si «supieran exactamente lo que hacían». Casi nueve meses duró la transición de Fun. con la discográfíca para empezar a trabajar, ahí fue cuando el titular de la discográfica se acercó a la banda. Ruess se sintió halagado de que los empleados del sello iban a comprar sus propios entradas para poder ver el espectáculo de Fun. y «hablar de nosotros con la pasión que generalmente estaba reservada para un artista que está trabajando con ellos». Después de largas discusiones dentro de la banda, la banda decidió dar una oportunidad a la discográfica.
Ruess recuerda que él estaba escuchando «mucho hip-hop», durante la producción, que se convirtió en una gran influencia para él. La banda se sintió inspirada y poco a poco comenzaron a trabajar en nuevas canciones, cada uno con una evidente influencia del hip-hop. Conscientemente, la banda trabajó en el factor de hip-hop y se dieron cuenta de que querían un productor de hip-hop. Después de repasar los créditos de sus propios discos de hip-hop, Ruess se dio cuenta de que Jeff Bhasker era uno de los nombres que más se repetían. Bhasker estaba ocupado con un trabajo con Beyoncé, pero Ruess fue insistente al reunirse con él.

## Grabación y producción
El proceso creativo más común en la grabación de Some Nights se inició con Ruess. Ruess venía con una letra y la melodía, lo que lleva a Andrew Dost y el guitarrista Jack Antonoff a construir la estructura de acordes y la instrumentación, o «el apoyo de la melodía». Dost señaló que en la grabación, a pesar de un bien definido marco del compositor, los egos de los individuos «casi desaparecieron» y «todo el mundo estaba feliz de trabajar en la mejor canción posible» coherentemente entre sí. La dinámica entre Bhasker y la banda en el estudio fue inspirado mutuamente, como Bhasker nunca había trabajado con un grupo de rock antes y diversión. Nunca había trabajado con un productor de hip-hop. Bhasker particular disfrutamos de las guitarras de grabación con el guitarrista Jack Antonoff como no estaba acostumbrado a ella, y sintió Dost audición componer beats Bhasker fue «alucinante».
El énfasis para Ruess en algunas noches era hacer las canciones más cohesionada, mientras sentía que su escritura era "por todas partes". Esto significó la creación de canciones que eran concisas en vez de ser "largo y prolongado". Bhasker era un defensor de la utilización de un único instrumento para proporcionar los mayores ruidos, deseando no a "sobre-meter [las] canciones con las ideas" declarando que todo lo que hace que la canción debe ser bien elegido. Janelle Monáe colaborado con el trío de "We Are Young" a través de una amistad con Bhasker. Bhasker fue acreditado con traer a la banda un sonido más grande y completo de un traducción sonic nuevo a la banda no está presente en su debut, Aim e Ignite.
El álbum se crea una mezcla de pop indie, rock teatral, y hip-hop, un sonido que se le atribuye a Bhasker. Algunas noches como un título flotaba alrededor antes de las canciones del álbum fueron creadas uniforme y fue concebido por Reuss. Fue inspirado por la forma en personalidades pueden cambiar en cualquier noche dada. Aunque el álbum no es un álbum conceptual, el título cambió las ideas de la banda para el álbum considerablemente, con Dost diciendo: "Es muy agradable una vez que tenga un título para saber cuáles son los parámetros de lo que usted está trabajando en su conjunto ". La banda terminó la producción en el álbum en octubre de 2011. Ruess llamado los siete meses que pasó grabar el disco el más gratificante de todo en sus diez años de trabajo profesional de música, llamándolo su punto culminante carrera.

## Composición
El álbum y la música de la banda ha recibido varias comparaciones a Queen. Rolling Stones's Jody Rosen, llamado el álbum una mezcla de "corales estrecha armonía y vistosas cambios clave, una pizca de Queen aquí, una cucharada de Les Miz allí ". Marcus Glimer de The AV Club escribió que el álbum contó con más "elementos sintéticos [más teclados y baterías electrónicas]" que su álbum debut, AIM e Ignite y comparó el ritmo de "All Alone" en una pista de hip-hop. NPR columnista Daoud Tyler-Amin comentó que el álbum podría ser el comienzo de una nueva etapa de la música, en el que los músicos que infundir los sonidos y ritmos "una vez asociados con el hip- hop "con su música pop.
Letras de canciones del álbum han sido llamados "quejumbrosa", para tratar temas de la soledad, la autoestima, la introspección, la paranoia y el existencialismo, en contraste con el "himno" del álbum de música. Tyler-Ameen considerado el álbum "notable por su optimismo puro ", a pesar de las letras tristes y lúgubres. Reuss don para el himno se corresponde con Gen-Y humor Rosen escribió que "- emo auto-desprecio que hace fermentar la ampulosidad". Reuss tarde comentó sobre la importancia de las letras a él, diciendo que él tomó "un gran orgullo", después de que terminó de escribir ellos. Asimismo, consideró la mayoría de letras escritas por músicos actuales que hay que "disminuidos", parcialmente causar "problemas actuales de la escena del rock".

## Lista de canciones
Todas las canciones escritas y compuestas por Nate Ruess, Dost Andrew, Antonoff Jack y Bhasker Jeff, excepto lo indicado. 
| N.º   | Título                                                            | Duración |  |
| 1.    | «Some Nights» (Intro)                                             | 2:18     |  |
| 2.    | «Some Nights»                                                     | 4:37     |  |
| 3.    | «We Are Young» (featuring Janelle Monáe)                          | 4:10     |  |
| 4.    | «Carry On»                                                        | 4:38     |  |
| 5.    | «It Gets Better»                                                  | 3:36     |  |
| 6.    | «Why Am I the One»                                                | 4:47     |  |
| 7.    | «All Alone»                                                       | 3:04     |  |
| 8.    | «All Alright» (Ruess/Dost/Antonoff/Bhasker/Jake One/Emile Haynie) | 3:57     |  |
| 9.    | «One Foot» (Ruess/Dost/Antonoff/Haynie)                           | 3:32     |  |
| 10.   | «Stars» (co-produced by N.C.)                                     | 6:53     |  |
| 40:32 |                                                                   |          |  |

| Pistas adicionales | |          |  |
| N.º                | Título | Duración |  |
| 11.                | «Out on the Town» (Ruess/Dost/Antonoff/Haynie)                                                                        | 4:21     |  |
| 12.                | «Carry On» (acoustic; iTunes pre-order bonus track)                                                                   | 4:08     |  |
| 13.                | «We Are Young (feat. Janelle Monáe) [Acoustic]» (Solo disponible en la versión inglesa 'UK Version' del álbum)        | 4:33     |  |
| 14.                | «Why Am I the One? (Acoustic)» (Solo disponible en la versión inglesa 'UK Version' del álbum)                         | 4:23     |  |
| 15.                | «We Are Young (feat. Janelle Monáe) Alvin Risk Remix]» (Solo disponible en la versión inglesa 'UK Version' del álbum) | 4:10     |  |

## Videografía
- We Are Young (Con Janelle Monáe)
- Some Nights Intro (Video No Promocional)
- Some Nights
- Carry On
- Why Am I the One
- One Foot (Video Promocional)

## Certificaciones
| Lista                 | Certificación | Ventas     |
| --------------------- | ------------- | ---------- |
| Australia (ARIA)      | Platino       | 70 000+    |
| Estados Unidos (RIAA) | Platino       | 1 000 000+ |
| Irlanda (IRMA)        | Platino       | 15 000+    |
| Japón (RIAJ)          | Oro           | 100 000+   |
| Nueva Zelanda (RIANZ) | Platino       | 15 000+    |
| Reino Unido (BPI)     | Platino       | 310 000+   |
| Suecia (GLF)          | Oro           | 20 000+    |